# Le Châtelard (Fryburg)
Le Châtelard (frp. Tsathèlâ) – gmina (fr. commune; niem. Gemeinde) w Szwajcarii, w kantonie Fryburg, w okręgu Glâne.

## Demografia
W Le Châtelard mieszka 349 osób. W 2020 roku 6,3% populacji gminy stanowiły osoby urodzone poza Szwajcarią.